# Apseudes portnovensis
Apseudes portnovensis är en kräftdjursart som beskrevs av Balasubrahmanyan 1959. Apseudes portnovensis ingår i släktet Apseudes och familjen Apseudidae. Inga underarter finns listade i Catalogue of Life.